# My Girl (2005)
My Girl (hangul: 마이걸; rr: Mai Geol) é uma telenovela sul-coreana transmitida pela SBS em 2005, estrelada por Lee Da-hae, Lee Dong-wook, Lee Joon-gi e Park Si-yeon.

## Enredo
Um nativo da Ilha de Jeju, Joo Yoo-rin vive com seu pai, que é viciado em jogos de azar. Por causa de dívidas de seu pai, Yoo-rin tornou-se particularmente hábil em mentir e grifting. Quando seu pai escapa da ilha para se esconder de seus devedores, Yoo-rin está determinado a sustentar-se e limpar-se as dívidas vendendo laranjas ilegalmente colhidos em pomar hotel e trabalha como guia turístico na ilha. Então, um dia, ela conhece Seol Gong-chan, o único herdeiro da fortuna da L'Avenue Hotel.
Para conceder o último desejo de seu avô, Gong-chan emprega Yoo-rin para atuar como neta há muito perdido de seu avô. Oferecendo um salário mensal mais um bônus, ele pede para ela fazer o que ela faz de melhor para colocar em um ato. Não querendo mentir para um homem moribundo, ainda desesperado por dinheiro, Yoo-rin leva a oferta e começa a tocar a neta há muito perdida. Através de uma estranha reviravolta do destino, no entanto, encontrar sua neta faz o avô tão feliz que ele tenha uma recuperação completa. Uma vez que eles alegaram ser primos, Gong-chan e Yoo-rin são forçados a viver juntos sob o mesmo teto, e como o tempo passa, a atração entre eles cresce. No entanto, o amor é proibido para os dois, que deve passar como primos.

## Elenco

### Elenco principal
- Lee Da-hae como Joo Yoo-rin
- Lee Dong-wook como Seol Gong-chan
- Lee Jun Ki como Seo Jung-woo[3]
- Park Si-yeon como Kim Se-hyun[4]

### Coadjuvantes
- Jo Kye-hyung como Ahn Jin-gyu
- Hwang Bo-ra como Ahn Jin-shim
- Byun Hee-bong como Seol Woong (avô de Gong-chan)
- Ahn Suk-hwan como Jang Il-do
- Choi Ran como Bae In-sun (tia solteira de Gong-chan)
- Lee Eon-jeong como Yoon Jin-kyung
- Kim Yong-rim como Jang Hyung-ja (mãe de Jung-woo)
- Jung Han-heon como Joo Tae-hyung (pai de Yoo-rin
- Oh Ji-young como assistente / companheiro de viagem de Se-hyun
- Han Chae-young como Choi Ha-na (a verdadeira neta, cameo)
- Jae Hee como Lee Mong-ryong (marido de Ha-na, cameo)

## Audiência
| Data       | Episódio | Em todo o país | Seul  |
| ---------- | -------- | -------------- | ----- |
| 2005-12-14 | 1        | 14.6%          | 15.8% |
| 2005-12-15 | 2        | 15.7%          | 17.0% |
| 2005-12-21 | 3        | 16.5%          | 17.5% |
| 2005-12-22 | 4        | 18.8%          | 19.9% |
| 2005-12-28 | 5+6      | 20.3%          | 21.7% |
| 2006-01-04 | 7        | 22.8%          | 24.2% |
| 2006-01-05 | 8        | 23.3%          | 25.0% |
| 2006-01-11 | 9        | 21.3%          | 22.1% |
| 2006-01-12 | 10       | 24.1%          | 24.7% |
| 2006-01-18 | 11       | 21.0%          | 22.1% |
| 2006-01-19 | 12       | 24.3%          | 26.0% |
| 2006-01-25 | 13       | 21.1%          | 23.1% |
| 2006-01-26 | 14       | 23.5%          | 22.8% |
| 2006-02-01 | 15       | 23.2%          | 23.7% |
| 2006-02-02 | 16       | 24.9%          | 26.0% |
| Média      | Média    | 19.7%          | 20.7% |

## Prêmios
2005 SBS Drama Awards
- Prêmio de Excelência, Atriz em um Especial de Drama: Lee Da-hae[5]

2006 SBS Drama Awards
- Prêmio Top 10: Lee Da-hae[6]
- Prêmio de Nova Estrela: Park Si-yeon[6]

## Transmissão
| País          | Emissora   | Título     | Estreia                | Final                                 |
| ------------- | ---------- | ---------- | ---------------------- | ------------------------------------- |
| Coreia do Sul | SBS        | 마이걸     | 14 de dezembro de 2005 | 2 de fevereiro de 2006                |
| Filipinas     | ABS-CBN    | My Girl    | 29 de maio de 2006     | 18 de agosto de 2006                  |
| Filipinas     | ABS-CBN    | My Girl    | 14 de julho de 2014    | 15 de agosto de 2014                  |
| Filipinas     | Jeepney TV | My Girl    | 14 de julho de 2014    | 15 de agosto de 2014                  |
| Taiwan        | GTV        | 我的女孩   | 13 de junho de 2006    | 18 de julho de 2006                   |
| Hong Kong     | TVB Jade   | 大話妹     | 7 de janeiro de 2007   | 1 de abril de 2007 7 de abril de 2007 |
| Japão         | TV Tokyo   | マイガール | 6 de setembro de 2007  |                                       |
| China         | Hunan TV   | 兄妹契约   | 11 de junho de 2009    | 25 de junho de 2009                   |